# 하림그룹
하림그룹(HARIM Group)은 대한민국의 재벌로 하림을 모회사로 하는 기업집단이다. 곡물(해운), 사료, 축산, 도축가공, 식품제조, 유통판매을 주 사업분야로 하고 있으며, 공정거래위원회에서 발표한 '2023년 상호출자제한 기업집단 지정현황' 기준으로 재계서열 27위다. 계열사 55개나 소유하고 있으며, 자산규모는 17조원이다.
하림그룹은 배당금 높은 주식에 속하지 않으며 2021년 기준으로 보통주식 기준, 결산배당으로 100원을 지급하고 있다.

## 관계사
- 하림
- 하림산업
- 팬오션
- 제일사료
- 선진
- 팜스코
- NS홈쇼핑
- 하림펫푸드
- 앨런하림푸드

## 사건/사고

### HMM 인수논란
2023년 8월 29일 국내 유일의 컨테이너 선사인 HMM 인수전에 참여했다. 입찰에 참여한 이유는 기존 해운계열사인 팬오션과의 시너지 효과때문이다. 하지만, 일각에서는 하림그룹의 전체 자산보다 많은 HMM을 무리하게 인수했다가 '승자의 저주'에 빠질 우려가 있다는 기사가 나왔다.
여러 논란 끝에 12월 18일 입찰가액 6조 4천억원을 제시한 하림그룹이 우선협상대상자로 선정되었다. 그러나 2024년 2월 7일 사모펀드 JKL파트너스의 지분 매각 기한에 예외를 적용해달라고 요구한 것이 발목이 잡혀서 인수는 무산되었다.

### 벌레 생닭 논란
최근에 하림이 판매한 생닭에서 여러 마리의 벌레가 발견돼 위생 문제가 불거졌지만, 김홍국 하림그룹 회장이 이를 두고 '인체에 무해하다'는 취지의 발언을 해 논란이 확산하고 있다. 식품의약품안전처는 김 회장의 이런 발언이 부적절하다고 평가하며 현장 조사를 진행한다는 방침이다.